# Czechowa
Czechowa (ukr. Чехова) – wieś na Ukrainie, w obwodzie iwanofrankiwskim, w rejonie kołomyjskim.
Pod koniec XIX wieku zachodnia część wsi Ostapkowce nosiła nazwę Czechowa.